# شيفرو (أين)
شيفرو (بالفرنسية: Chevroux)‏ هي بلدية فرنسية تقع في إقليم الأين في فرنسا. رمز إنسي لها هو:1102. أما الرمز البريدي لها فهو: 1190.